# Курський державний драматичний театр імені Олександра Пушкіна
Обласна бюджетна установа культури «Курський державний драматичний театр імені О. С. Пушкіна» (рос. Областное бюджетное учреждение культуры «Курский государственный драматический театр
имени А. С. Пушкина») — державний драматичний театр у місті Курську Російської Федерації; головна театральна сцена міста і області. Розташований на вулиці Леніна, № 26. Заснований у 1792 році і є одним з найстаріших російських театрів. Директор закладу — Сергій Конєв.

## Будівля театру
Театр міститься у спеціально зведеній у 1983 році великій функціональній будівлі. Проєктуванням будівлі театру займалися майстерні ЦНДІЕП імені Бориса Мезенцева. На даху театру встановлена 8-метрова бронзова скульптура богині перемоги Ніки, яка тримає у витягнутій правиці пальмову гілку (символ миру), біля її ніг з двох боків — дві театральні маски з білого каменю (автори скульптурної групи — московські скульптори Віра Акімушкіна, А. Г. Кнорре, П. В. Мельникова та С. М. Волков).
Глядацька зала (головна) розрахована на 812 місць. Параметри сцени — 24,0 (ширина) х 18,0 (глибина) х 22,0 (висота) метрів. У 1991 році відкрита мала сцена «Сьомий поверх» на 80 місць.

## Історія
Історія театрального мистецтва у Курську починається 1729 року. Перший курський професійний театр був відкритий у 1792 році братами Барсовими. Він розташовувався в будівлі Дворянського зібрання на вулиці Верхній Набережній. Зал мав 26 лож, до 115 крісел та стільців у партері та галерею на 150 місць. У 1805 році на його сцені дебютував російський актор Михайло Щепкін.
У 1850-х роках у театрі проведено ремонт, свічки у люстрах замінено гасовими лампами, а глядачам стали видавати біноклі. 29 грудня 1875 року у будівлі Дворянського зібрання після вистави сталася пожежа, яка вирувала два дні, після чого постановка вистав у ній припинилася.
1 грудня 1886 року в Курську з'явився перший спеціальний будинок для театру. На пожертвування курян для театру було перебудовано будівлю манежу на Херсонській вулиці. Кам'яна будівля була обладнана паровим опаленням. Зал для глядачів мав партер, амфітеатр, балкон, галерею і ложі, в яких розміщувалося понад 600 глядачів. У театрі з'явилася постійна трупа.
У 1911 році театру було присвоєно ім'я Михайла Щепкіна. У 1927 році трупі театру було надано нову будівлю («Будинок Ілліча») по вулиці Ямській горі (нині вулиця Перекальського, № 1), а ім'я Михайла Щепкіна зняли з афіш без пояснення причин.
У 1928 році Курськ втратив статус губернського центру, і постійна театральна трупа була розформована. Її відновили лише в 1934 році — після утворення Курської області. У 1937 році театрові присвоєне ім'я російського класика Олександра Пушкіна.
У період німецько-радянської війни театр перебував в евакуації, продовжуючи грати вистави на сценах інших театрів у Середній Азії, Калузі і Моршанську. Вже в 1943 році театр повернувся у звільнений Курськ і 1 жовтня відновив свою роботу.
У 1983 році театр переїхав у нову спеціально зведено сучасну функціональну будівлю.
Театр гастролював у Баку, Вільнюсі, Харкові, Таганрозі, Новоросійську, Архангельську, Рязані, Уфі, Петрозаводську, Омську тощо.

## Колектив
У Курську починав провінційний трагік Микола Рибаков, гастролювали Павло Мочалов, Ольга Садовська, Брати Адельгейми, Віра Коміссаржевська, Костянтин Варламов, Павло Орленєв, Василь Качалов, Олександра Яблочкіна.
У післяреволюційні роки та у роки Громадянської війни трупу театру очолював Олексій Желябузький. У різні роки головними режсерами театру були Олександр Канін (1934—1941) Микола Бондарєв (1945—1949), Олександр Добротін (1952—1955), Микола Резніков (1956—1972), Юрій Шишкін (1972—1976), Володимир Бортко (1976—1982).
У післявоєнний період у трупу театру увійшли актори: Фрідерика Горська, М. П. Юр'єв, Борис Барсов, Петров Скарлато, Андрій Буренко, Михайло Аленцев, сценограф В. П. Москаленко. У 1950-х роках у театрі працював режисер Юхим Табачников. На сцені грали Борис Борисов, Н. К. Бєліна, Л. І. Гаїбова, Клавдія Невструєва.
1963 року в трупі театру були:
- заслужені артисти РРФСР: Михайло Аленцев, Андрій Буренко, Фрідерика Горська, Марія Черкесова, Василь Яковлєв[1];
- артисти Антоніна Губардіна, Галина Галіна, Єлизавета Газова, Майя Качина, Василь Кисельов, Євген Лашков, Дмитро Маркелов, Віталій Стенін[1].

Станом на початок 1990-х років у трупі театру було 40 акторів, у тому числі народні артисти РРФСР Андрій Буренко та Валерій Ломако, заслужені артисти РРФСР і Росії Антоніна Губардіна, Інна Кузьменко, Людмила Манякіна, Олександр Олешня, Олена Петрова, Євген Поплавський, Сергій Симошин, Геннадій Стасенко, заслужені артисти Північної Осетії Людмила Скородєд та Лариса Соколова. Художнє керівництво здійснював Юрій Буре-Небельсен, посаду головного художника обіймав Вілен Нестеров.

### Сучасний склад
- художнє керівництво: Юрій Буре-Небельсен — художній керівник, Василь Кузнєцов — головний художник, Ольга Люстик — керівник літературно-драматургічної частини, Світлана Вальтер — завідувач трупи, помічник режисера, Ганна Драгомир — помічник режисера, Олена Небожина — помічник режисера, Пало Горбунов — завідувач музичної частини, Євген Кіпкін — завідувач художньо-постановної частини, Євген Чурюканов — помічник режисера[6];
- артисти: Лариса Соколова, Юрій Архангельський, Едуард Баранов, Олена Гордєєва, Андрій Колобінін, Людмила Манякіна, Людмила Мордовська, Олена Петрова, Галина Халецька, Олександр Швачунов, Ольга Яковлєва, Ольга Льогонька[7]

## Репертуар
Знаковими постановками були:
- «Загибель ескадри» Олександра Корнійчука (1934 [b]);
- «Далеке» Олександра Афіногенова (1935);
- «Любов Ярова» Костянтина Треньова (1935);
- «Розлом» (1937) Бориса Лавреньова;
- «Людина з рушницею» Миколи Погодіна (1938);
- «Ромео і Джульєтта» Вільяма Шекспіра;
- «Підступність і кохання» Фрідріха Шиллера.

У репертуарі першого, ще воєнного сезону були вистави «Маскарад» Михайла Лермонтова, «Без вини винуваті» Олександра Островського, «Нашестя» Леоніда Леонова, «Російські люди» Костянтина Симонова (всього 15 назв)..
У 1940—1950-х роках поставлені вистави: «Молода гвардія» (1947 ), «Персональна справа» Олександра Штейна (1955), «Кремлівські куранти» Миколи Погодіна (1958).
Значне місце у репертуарі завжди займали російські класичні твори. Були поставлені п'єси:
- «Безприданиця», «Таланти і шанувальники» Олександра Островського[d];
- «Діти сонця» (1936), «Варвари» (1946), «Єгор Буличов та інші» (1956), «Вороги» (1960), «Міщани» Максима Горького;
- «Анна Кареніна» (1936 і 1950[e]);
- «Лихо з розуму» Олександра Грибоєдова (1945);
- «Одруження» Миколи Гоголя (1957);
- «Вишневий сад» (1959) і Чайка (1963) Антона Чехова.

Також театр активно співпрацював із місцевими драматургами. Були поставлені п'єси: «Життя за життя» Майї Качиної (1958), «Вдова» Віри Сергєєвої (1960);
«Талант і неволя»  Олега Вікторова; поставив п'єси Валентина Овечкіна «На зустріч вітру» (1959), «Літні дощі» (1960), «Час споживати плоди» (1960).
У 1990-ті роки в репертуарі театру були спектаклі «Босоніж по парку» Ніла Саймона, (1990), «Дикун» Алехандро Касони, (1992), «Лев узимку» Джеймса Голдмена (1996), «На всякого мудреця досить простоти» Олександра Островського (1997), «Як би нам пришити стареньку?! (Дорога Памела)» Джона Патріка (1998), «Медея» Людмили Разумовської (2001).
У театральному сезоні 2010/2011 років (219-й сезон для театру) був наступний репертуар:
- «Театральна комедія» (за мотивами старовинного російського водевілю Дмитра Ленського «Лев Гурич Сінічкін»);
- «Сірано де Бержерак» Едмона Ростана;
- «Слуга двох панів» Карло Ґольдоні;
- «Кохання на свіжому повітрі» Юрія Ломовцева;
- «Плачу вперед!» Надії Птушкіної;
- «Сім криків в океані» Алехандро Касони;
- «Ці вільні метелики» Леонарда Герша;
- «Солов'їна ніч» Валентина Єжова;
- «Жертва століття» Олександра Островський;
- «Жорстокі ігри» Олексія Арбузов;
- «Дурочка» Лопе де Вега;
- «Кімната нареченої» Валентина Красногорова;
- «Дикун» Алехандро Касони;
- «Шикарний чоловік» Сергія Бєлова;
- «Сімейна ідилія» Олега Данилова;
- «Школа спокуси» Валентина Азернікова;
- «Ханума» Овксентія Цагарелі;
- «Кохання немає! Кохання є?» Р. Белецького.

## Виноски
1. ↑  На місці будівлі нинішнього Концертного залу «Свиридівський» по вулиці Соніна, № 4.
2. ↑  Режисер Олександр Канін; перша вистава після створення постійної трупи[1].
3. ↑  Інсценізація за однойменним романом Олександра Фадєєва.
4. ↑  Та багато інших п'єс автора[1].
5. ↑  Інсценізація за однойменним романом Льва Толстого.
6. ↑  Про Михайла Щепкіна.